# Орешников, Роман Александрович
Роман Александрович Орешников (род. 6 февраля 1983, Керчь) — российский спортсмен. Заслуженный мастер спорта. Серебряный призёр Чемпионата Европы по бобслею 2006 г. (в соревнованиях двоек, вместе с Дмитрием Абрамовичем). В 2007 г. в составе экипажа-четвёрки (вместе с Евгением Поповым, Дмитрием Стёпушкиным и Дмитрием Труненковым выиграл Кубок мира по бобслею.

## Биография
Роман Орешников перешел в бобслей из легкой атлетики благодаря предложению тренера Сергея Смирнова. 
Живёт в Красноярске.